# Поль Нарді
Поль Нарді (фр. Paul Nardi, нар. 18 травня 1994, Везуль) — колишній французький футболіст, воротар.
Виступав, зокрема, за клуби «Нансі» та «Гент», а також молодіжну збірну Франції.

## Клубна кар'єра
Народився 18 травня 1994 року в місті Везуль.
У дорослому футболі дебютував 2011 року виступами за команду «Нансі», в якій провів чотири сезони, взявши участь у 62 матчах чемпіонату. 
Згодом з 2015 по 2022 рік грав у складі команд «Монако», «Ренн», «Серкль» та «Лор'ян».
До складу клубу «Гент» приєднався 2022 року. Станом на 31 серпня 2023 року відіграв за команду з Гента 33 матчі в національному чемпіонаті.
30 листопада 2023 року отримав важку травму ноги в матчі з луганською «Зорею». 2 грудня 2023 року оголосив про завершення кар'єри

## Виступи за збірні
У 2011 році дебютував у складі юнацької збірної Франції (U-18), загалом на юнацькому рівні взяв участь у 7 іграх.
У 2015 році залучався до складу молодіжної збірної Франції. На молодіжному рівні зіграв у 3 офіційних матчах.